# Дилян Млъзев
Дилян Стефанов Млъзев е български политик, кмет на община Елена (1999-2003, 2011-...), избиран от листата на СДС и ГЕРБ. Притежава фирма за информационни и комуникационни технологии.

## Биография
Дилян е роден на 1 октомври 1969 година. Пада се братовчед на еврокомисар Кристалина Георгиева. Завършил е специалност „Инженер по електроника и автоматика“ в Русенски университет „Ангел Кънчев“, Русе..

### Политическа кариера
От 1999 до 2003 година е кмет на Елена от СДС. През 2003 година се кандидатира за втори мандат, но търпи загуба от Сашо Топалов - кандидат на БСП. През 2011 година е избран за кмет на Елена от партия ГЕРБ.

#### Избори
На местните избори през 2011 година е избран за кмет от листата на ГЕРБ. На първи тур получава 45,97 % а на втори тур печели с 50,16 %. На балотажа отива със Сашо Топалов от БСП, който на първи тур получава 46,11 %.